# Дан Кристијан Гатас
Дан Кристијан Гатас је интерсексуални активиста, универзитетски предавач и суоснивач организације OII Europe., а сада и њен извршни директор. Он је 2013. године написао Људска права међу половима, прву компаративну међународну анализу стања људских права интерполних особа.

## Каријера
2018. Гатас је именован за првог извршног директора организације OII Europe. Он је раније био универзитетски предавач и културни научник. Докторирао је средњовековну културу.

## Активизам
Гатас је почео да ради на интерсексуалним људским правима 2009. Заједно са Мириам ван дер Хаве, постао је копредсједавајући OII Europe, и касније извршни директор, говорио је на догађајима широм Европе  а његов активизам укључује и иницијативу за нацрт документа Савета Европе на тему „Људска права и интерсексуалних људи“ у Црној Гори. Он је пружио стручну експертизу разним институцијама, укључујући малтешку владу, Парламент Европске уније, Канцеларију високог комесара УН за људска права и Комитет за права особа са инвалидитетом.
Гатас је учествовао на сва четири међународна интерсекс форума и помогао у покретању првог форума. Године 2015. Гатас се придружио међународном саветодавном одбору за први филантропски Интерсекс фонд за људска права. Гатас је такође саветник Фонда за права особа са инвалидитетом.